# Druhé bydlení

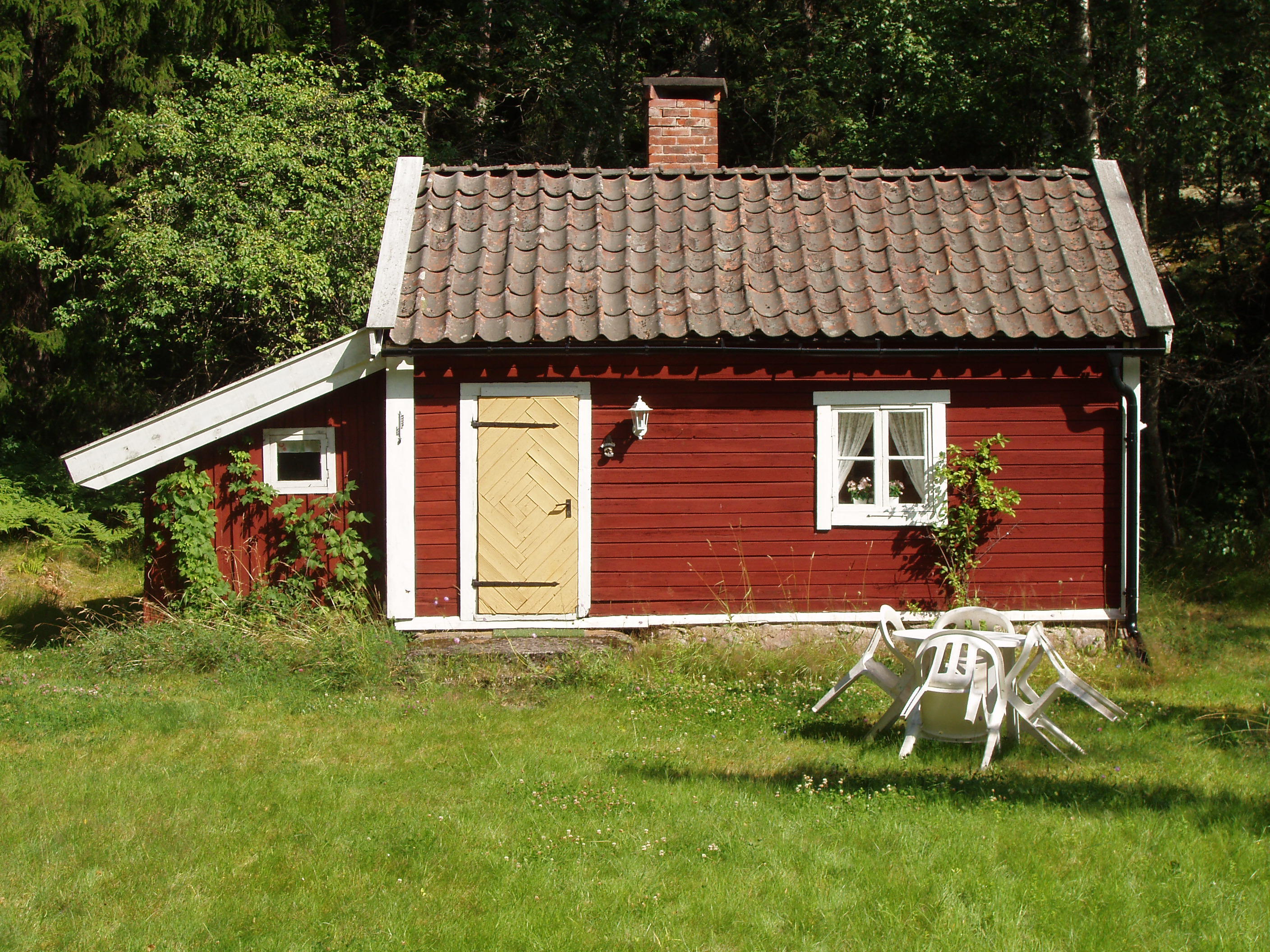
Chaty jsou jedním z hlavních objektů druhého bydlení

Druhé bydlení, někdy též sekundární bydlení, je odborný termín označující obytné objekty (chaty, chalupy, apartmány) sloužící pro individuální rekreaci. Může se jednat i o obytný objekt (byt či dům), který majitel nevyužívá jako trvalé bydliště. Klasickým příkladem druhého bydlení je chataření a chalupaření. V Československu došlo k rozvoji druhého bydlení od 60. let 20. století a nárůst významu tohoto fenoménu podle Vilímka (1996) „souvisí se změnami ve způsobu života (rozšiřování volného času) a se změnami funkcí ve venkovském osídlení.“